# Nectavigne

Logo der eingetragenen Wort-Bild-Marke

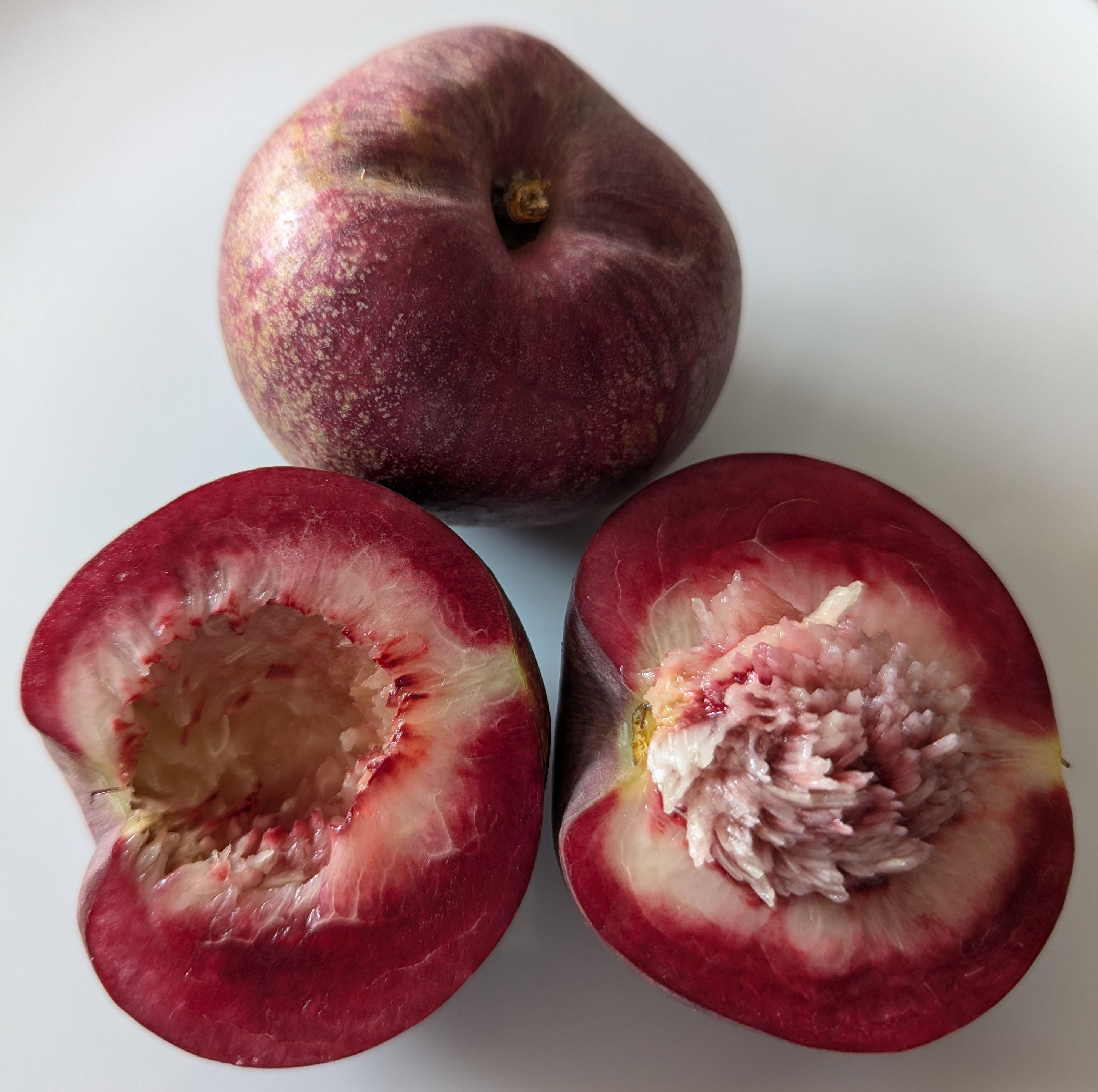
Nectavigne

Die Nectavigne ist ein Steinobst aus der Familie der Rosengewächse, die aus einer Kreuzung der Nektarine und dem Lyonaiser Weinbergpfirsich entstanden ist.

## Geschichte
In den Lyoner Weinbergen setzten die Weinbauern vor etwa 250 Jahren den Weinbergpfirsich als Zeigerpflanze ein, da dieser besonders empfindlich ist und zuerst auf bestimmte Erkrankungen, wie den Mehltau, reagierte. Der französische Fruchtdesigner René Monteux-Caillet entwickelte aus der unscheinbaren, kleinfruchtigen Pflanze mit einem ungünstigen Verhältnis von Frucht/Verzehrmasse ein marktfähiges Obst mit großem Fruchtfleischanteil. 
Die Nectavigne ist erst seit 2004 am Markt erhältlich und wird nur zwischen Juli und September angeboten. Einziges Anbauland weltweit ist Frankreich, die jährliche Vermarktungsmenge beträgt ca. 700 Tonnen (Stand 2007).

## Geschmack
Der Geschmack erinnert an eine unreife Nektarine  mit einem Hauch von Himbeeraroma.

## Aussehen
Das Fruchtfleisch ist purpur-weiß. Ihr Erscheinungsbild ähnelt dem einer Nektarine, der sämtliche gelben Pigmente entzogen wurden. Die Früchte haben einen Durchmesser von 7 bis 10 cm.